# Solitary Geyser
Solitary Geyser est un geyser de type « fontaine » situé au-dessus du Upper Geyser Basin dans le parc national de Yellowstone.
Les éruptions durent environ une minute et sont espacées de 4 à 8 minutes ; la plupart font moins de 1,8 m de haut.
À l'origine, Solitary était une source chaude connue sous le nom Solitary Spring, qui n'entrait pas éruption. Lorsque l'eau a été détournée pour alimenter une piscine, le niveau de l'eau a suffisamment baissé pour causer des éruptions. Depuis, le détournement de l'eau a été arrêté et le niveau de l'eau est revenu à la normale, mais les éruptions continuent.

## Galerie de photos

Photos de Solitary
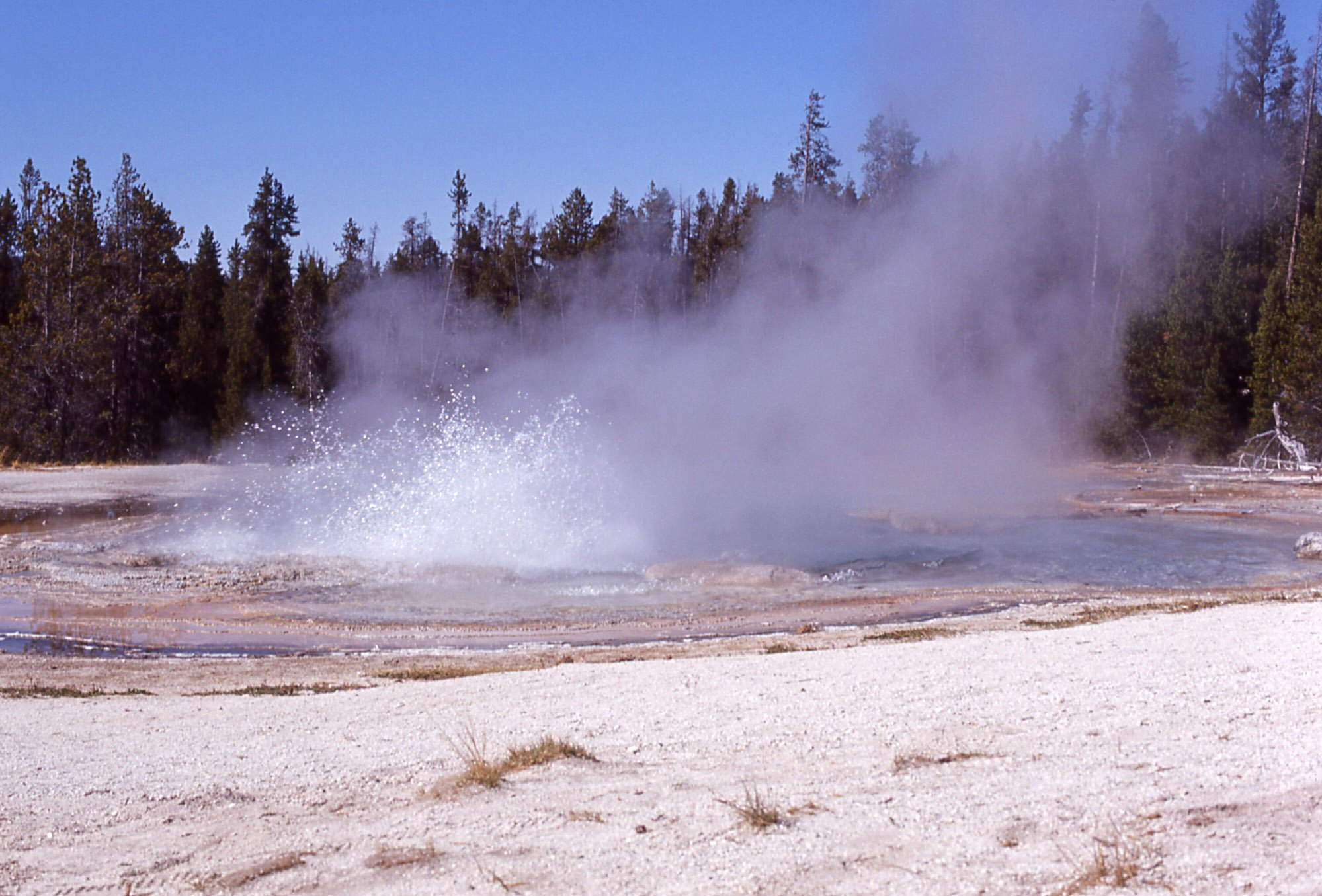
Éruption en 1964.
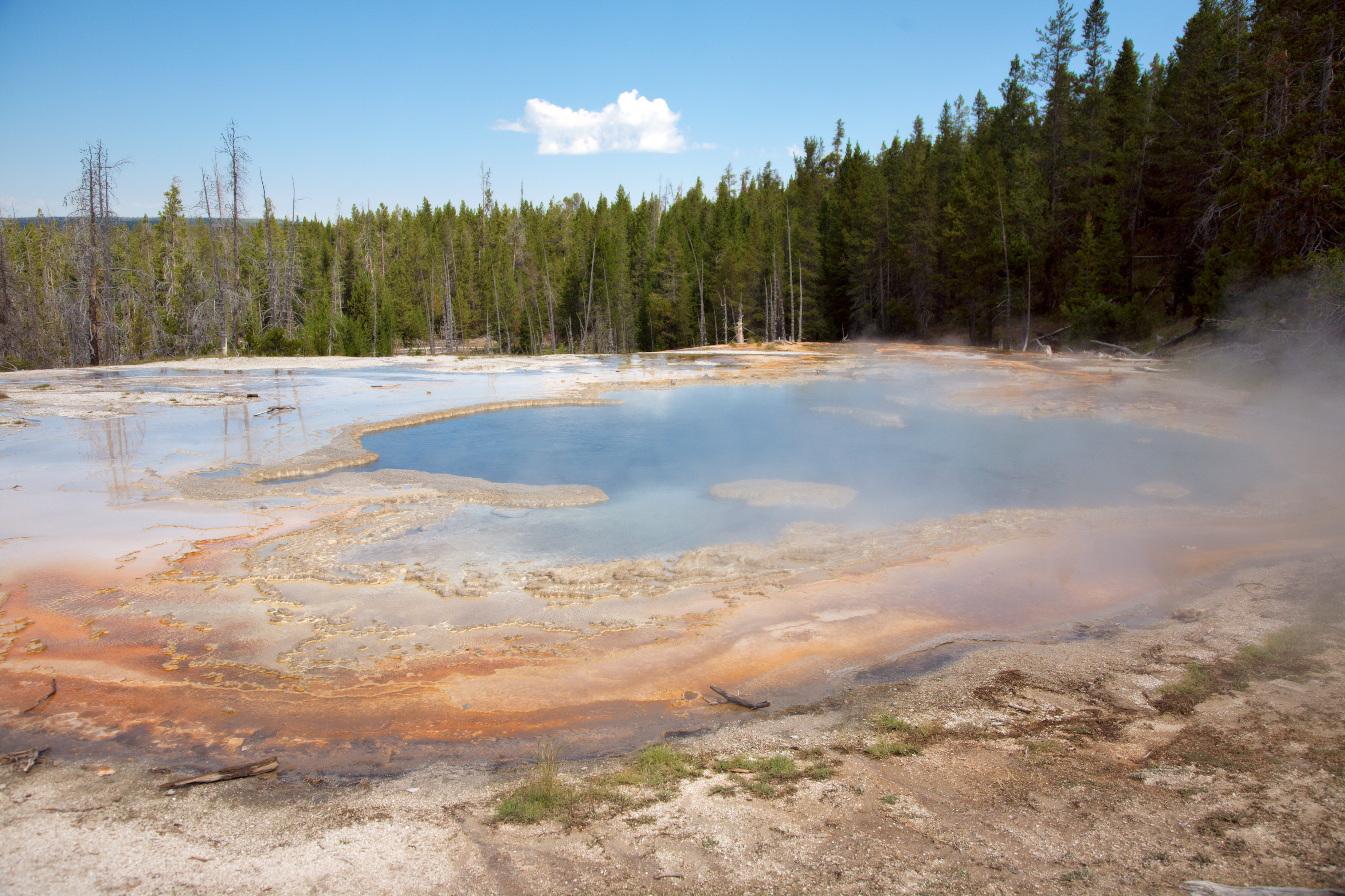
Le 1er août 2007.
En juin 2015.
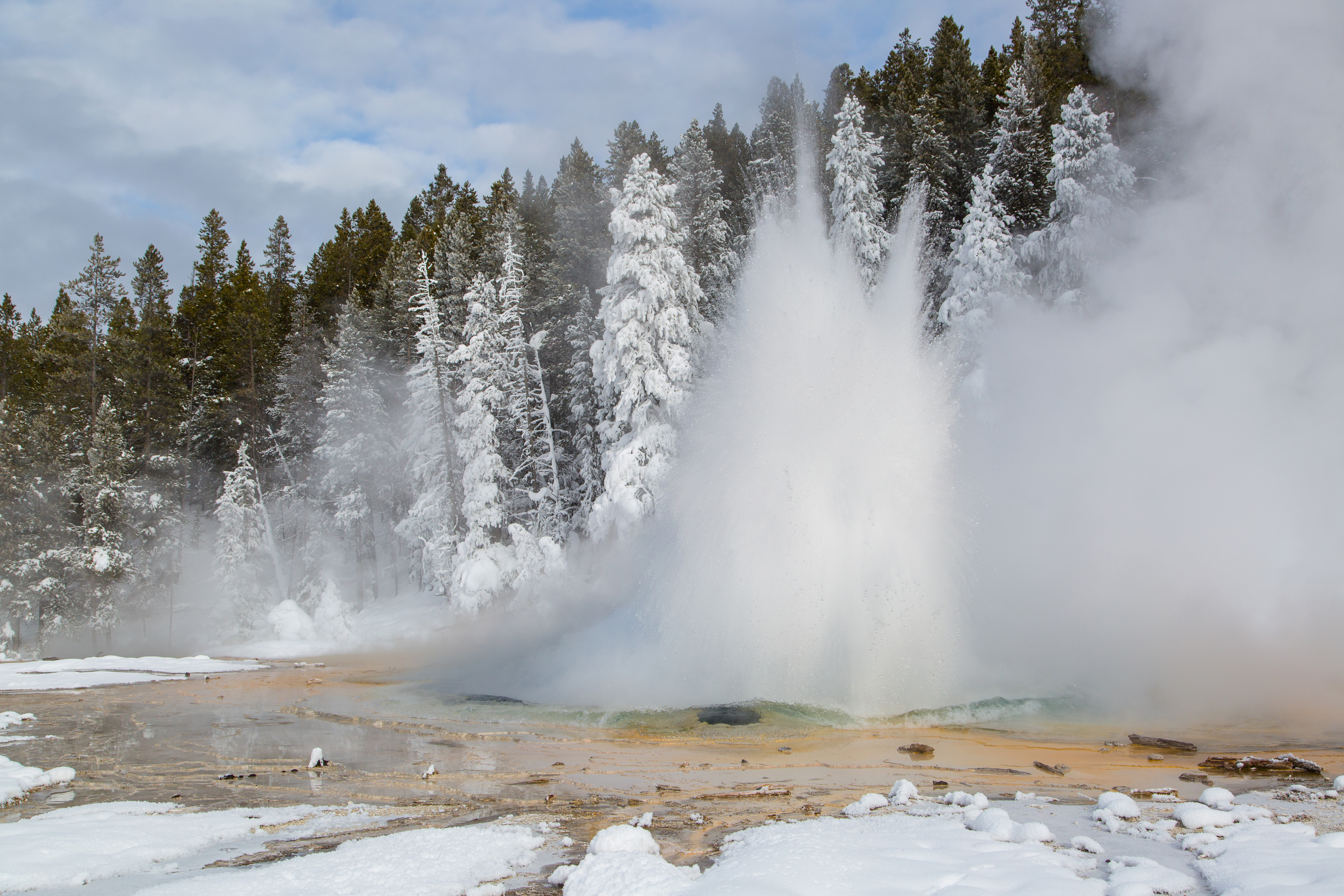
Éruption le 29 décembre 2015.